# Tupi (estrela)
Tupi (HD 23079) é uma estrela na constelação de Reticulum. Com uma magnitude aparente de 7,11, não é visível a olho nu, mas é facilmente visível com um telescópio pequeno. Medições de paralaxe pela sonda Gaia indicam que está localizada a uma distância de 109 anos-luz (33,5 parsecs) da Terra. Em 2001 foi descoberto um planeta orbitando-a.

## Estrela
Esta é uma estrela de classe F da sequência principal com um tipo espectral de F9.5V. É um pouco maior e mais massiva que o Sol, com uma massa estimada de 1,03 massas solares e um raio de 1,07 raios solares. Sua fotosfera está brilhando com 1,37 vezes a luminosidade solar, a uma temperatura efetiva de 6 039 K. Sua metalicidade, a abundância de elementos além de hidrogênio e hélio, é menor que a solar, com uma abundância de ferro equivalente a 76% da solar. Sua idade é estimada em 4,1 bilhões de anos, similar à idade do Sol.
HD 23079 tem um baixo nível de atividade cromosférica, com um índice log R′HK igual a –4,96. Essa baixa atividade facilita a obtenção de dados precisos de velocidade radial, como os usados para  descobrir o planeta ao seu redor. Com base em sua velocidade espacial em relação ao sistema local de repouso, representada pelo vetor (U, V, W) = (38, 27, −8) km/s, HD 23079 é um membro do disco fino da Via Láctea, formado por estrelas mais jovens que incluem a maioria das estrelas na vizinhança solar.

## Sistema planetário
Em 2001, foi anunciada a descoberta de um planeta gigante orbitando HD 23079. Ele foi detectado como parte do Anglo-Australian Planet Search, que utiliza o espectrógrafo UCLES no Telescópio Anglo-Australiano para medir as mudanças na velocidade radial de uma estrela causadas pela influência gravitacional de um planeta em órbita (espectroscopia Doppler). O instrumento observou a estrela 13 vezes entre janeiro de 1998 e outubro de 2001, revelando um sinal de 626 dias consistente com um planeta com massa de 2,5 vezes a massa de Júpiter. Em 2006 foi publicada uma solução orbital atualizada, baseada em 19 dados de velocidade radial, que refinou o período do planeta para 731 dias. Uma nova solução orbital foi publicada em 2020, baseada em 66 observações da estrela feitas pelos espectrógrafos UCLES e HARPS.
O planeta Guarani (HD 23079 b) é um gigante gasoso com uma massa mínima de 2,41 vezes a massa de Júpiter. Sua órbita é pouco excêntrica e tem um período de 725 dias e um semieixo maior de 1,59 UA. Ele está na zona habitável da sua estrela. Simulações indicam que um planeta troiano hipotético de baixa massa em ressonância 1:1 com Guarani seria estável a longo prazo.
| Planeta | Massa           | Semieixo maior (UA) | Período orbital (dias) | Excentricidade |
| ------- | --------------- | ------------------- | ---------------------- | -------------- |
| b       | >2,41 ± 0,06 MJ | 1,586 ± 0,003       | 724,5 ± 2,2            | 0,087 ± 0,031  |

## Nomenclatura
Em comemoração dos 100 anos da fundação da União Astronômica Internacional (IAU) em 2019, a organização abriu uma campanha chamada "IAU100 NameExoWorlds" a qual possuía o objetivo de renomear sistemas de exoplanetas que não tinham, além de seus nomes científicos, outra forma de serem chamados. Tal campanha foi realizada em diversos países, os quais os comitês nacionais destes mandariam as propostas de nomes mais aceitas nessas nações. O anúncio do renomeamento destes planetas e sistemas solares foi realizado em Paris em 17 de dezembro de 2019. No Brasil, os nomes mais votados, em votações realizadas via internet, foram Tupi e Guarani, respectivamente, para serem os novos nomes da estrela HD 23079 e do planeta gasoso desta mesma estrela chamado HD 23079 b.